# بوب باريت (لاعب كرة قدم أمريكية)
بوب باريت (بالإنجليزية: Bob Barrett)‏ هو لاعب كرة قدم أمريكية أمريكي، ولد في 18 نوفمبر 1935 في كليفلاند في الولايات المتحدة.